# Campaña para suprimir contrarrevolucionarios
La Campaña para suprimir a los contrarrevolucionarios (chino: 镇压反革命; pinyin: zhènyā fǎngémìng; literalmente: 'suprimir a los contrarrevolucionarios' o abreviado como chino: 鎮反; pinyin: zhènfǎn) fue la primera campaña política lanzada por la República Popular China (dirigido por el presidente Mao Zedong) diseñada para erradicar a los elementos de la oposición, especialmente a los antiguos funcionarios del Kuomintang (KMT) acusados de intentar socavar al nuevo gobierno comunista. Comenzó en marzo de 1950 cuando el Comité Central Comunista Chino emitió la Directiva sobre la eliminación de bandidos y el establecimiento de un nuevo orden revolucionario (chino: 關於嚴厲鎮壓反革命分子活動的指示). El movimiento terminó a fines de 1953.

## Historia
La campaña se llevó a cabo como respuesta a las rebeliones que eran habituales en los primeros años de la República Popular China. A los que fueron atacados durante la campaña se les calificó después como "contrarrevolucionarios", y fueron denunciados públicamente en juicios masivos. Un número significativo de "contrarrevolucionarios" fueron arrestados y ejecutados, y un número mayor fue condenado a la "reforma laboral" (chino: 勞動改造; pinyin: láodòng gǎizào).

## Víctimas
Según las estadísticas oficiales del Partido Comunista de China (PCCh) y el gobierno chino en 1954, al menos 2.6 millones de personas fueron arrestadas en la campaña, alrededor de 1.3 millones de personas fueron encarceladas y 712 mil personas fueron asesinadas.